# Бельтеевка (Нижегородская область)
Бельте́евка — деревня в Навашинском городском округе Нижегородской области. До мая 2015 года входила в состав Большеокуловского сельсовета.

## Географическое положение
Деревня расположена в километре от реки Тёши на левой стороне. Имеет вид буквы «Т» и протянулась с востока на запад. Есть две улицы: Дачная и Зелёная. В деревню ведут просёлочные и лесные дороги.

## Природа и климат
Климат умеренно континентальный. Деревня находится в зоне широколиственных пойменных лесов. Наиболее распространённые древесные породы: дуб, сосна, берёза. В лесах много грибов — дубовиков, ягод и трав. В окрестностях деревни зафиксировано несколько случаев нахождения особей насекомых, птиц и животных, занесённых в Красную книгу Нижегородской области.

## История
Название деревни происходит от древнемордовского языческого имени Белтей. Впервые упоминается в Окладных книгах 1676 года под названием Белтѣево, в котором 6 крестьянских дворов. 28 июня 1685 года Иван и Микифор Аристовы письменно сообщили своему брату Фёдору о том, что разделили поместья и крестьян их отца Ивана Лаврентьевича. В письме упомянута деревня Белтеево с крестьянами..В экономическом примечании к планам генерального межевания Муромского уезда конца XVIII века именуется, как «Пустошь Бѣлтѣева», принадлежащая Марье Васильевне Мещерской. В примечании сказано так об этой местности:«на лѣвой сторонѣ рѣки Тіоши, земля сероглинистая с пескомъ, хлебъ средственной, лес дровяной.»В 1859 году в владельческой деревне Белтѣево(Белтѣевка) при колодцахъ насчитывается 18 дворов, проживает жителей: 71 — мужского пола и 65 женского. В 1860 году деревни Сонино и Бельтеевка принадлежали Софье Николаевне Аничковой. В них проживало 225 крестьян и 4 дворовых. Добавочной повинностью к денежному оброку для крестьян этих деревень было: «Съ души 4 аршина холста, со двора 1 талька. Со всей вотчины 1 пудъ грибовъ, 2 мѣры клюквы.» В 1897 Белтѣево состоит в приходе Никольского(Горицкого) погоста, от которого находится в 4 верстах и имеет 32 двора. В 1905 году д. Бѣльтѣевка входит в состав Поздняковской волости, в ней насчитывается 45 дворов и проживает 220 человек обоего пола. В 1908 году через село Новошино должна была пройти Московско-Казанская железная дорога, но, по одной из версий, графиня Прасковья Сергеевна Уварова, которой принадлежало Новошино, а также Бельтеевка и Безверниково, не разрешила прокладывать дорогу на её вотчине, и она была построена южнее. В 30-е годы XX века в Бельтеевке существовало несколько середняцких хозяйств. С фронтов Великой Отечественной войны в Бельтеевку не вернулось около 44 мужчин. Из них погибло в бою и умерло от ран — 27 человек, а пропало без вести — 17. В современной Бельтеевке около 40 дворов — это посёлок дачного типа.

## Население
| 1859 | 1905 | 1926 | 2002 | 2010 |
| ---- | ---- | ---- | ---- | ---- |
| 136  | ↗220 | ↗340 | ↘23  | ↘8   |